# René Antoine Ferchault de Réaumur

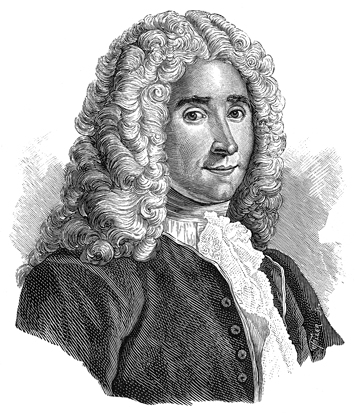
René Antoine Ferchault de Réaumur

René Antoine Ferchault de Réaumur (ur. 28 lutego 1683, La Rochelle, zm. 17 października 1757, Saint-Julien-du-Terroux) – francuski fizyk i przyrodnik, pionier entomologii. 

## Życiorys
Stworzył jedną ze skal termometrycznych nazwaną od jego nazwiska skalą Réaumura (obecnie rzadko stosowana). Badał wytrzymałość i rozciągliwość metali. Jako przyrodnik pierwszy opisał życie społeczne pszczół. Badał zjawisko regeneracji u raka rzecznego. Opracował sposób wyrobu szkła matowego. Był członkiem Francuskiej Akademii Nauk, Royal Society w Londynie oraz Królewskiej Szwedzkiej Akademii Nauk.
Był on badaczem o wszechstronnych zainteresowaniach. Pracował twórczo na polu matematyki (szczególnie geometrii), meteorologii, botaniki i wielu innych dziedzin przyrodoznawstwa. Jego przyjaciel nazywał go z racji wszechstronności „Pliniuszem Starszym XVIII wieku”.
Opisał papierowe gniazda os, budowane z wykorzystaniem masy drzewnej, a następnie wpadł na pomysł produkcji masy włóknistej z drewna. W ten sposób zapisał się w historii papiernictwa.
Przedstawił po raz pierwszy związek ilościowy pomiędzy roślinnością a klimatem, tworząc w ten sposób podwaliny pod agrometeorologię (meteorologia rolniczą) – naukę zajmująca się badaniem powiązań pomiędzy produkcją rolniczą a środowiskiem klimatycznym.